# Altevir de Araújo
Altevir de Araújo, född 23 december 1955, är en friidrottare från Brasilien. Han deltog vid olympiska sommarspelen 1980.